# Набієв Рахмон Набійович
Рахмон Набійович Набієв (тадж. Раҳмон Набиевич Набиев, нар. 5 жовтня 1930 — 11 квітня 1993) — таджицький державний діяч, голова Верховної Ради Таджикистану (1991), президент Таджикистану (1991–1992).

## Біографія
Народився 5 жовтня 1930 року в кишлаку Шайхбурхон Худжандського району.

#### Таджицька РСР
З 1946 року — обліковець в колгоспі. У 1954 році закінчив Ташкентський інститут іригації і механізації сільського господарства
З 1954 року працював головним інженером Іспісорської машинно-тракторної та директором Ходжентської ремонтно-технічної станцій Таджицької РСР (у 1959—1960 роках).
Член КПРС з 1960 року.
У 1960—1961 роках — в апараті Міністерства сільського господарства Таджицької РСР: начальник головного управління, заступник голови об'єднання «Таджиксільгосптехніка».
З 1961 року — на партійній роботі: заступник завідувача, завідувач відділу ЦК КП Таджикистану (1961—1963), інспектор Середньоазіатського бюро ЦК КПРС (1963—1964), інспектор, завідувач відділу ЦК КП Таджикистану (1964—1971).
1971–1973 — міністр сільського господарства Таджицької РСР.
1973–1982 — Голова Ради Міністрів Таджицької РСР.
1982–1985 — Перший секретар ЦК Компартії Таджикистану. У 1985 році знятий з займаної посади за пристрасть до алкоголю.
1986–1991 — голова президії Центральної ради Товариства охорони природи Таджикистану.
1976–1986 — член Центральної ревізійної комісії КПРС. Був депутатом Ради Союзу Верховної Ради СРСР 9-11 скликань (1974–1989) від Таджицької РСР.
У 1990 році обраний депутатом Верховної Ради республіки, а у вересні 1991 року стає її головою.

#### Президент Таджикистану
24 листопада 1991 року відбулись президентські вибори, перемогу на яких отримав Рахмон Набієв, набравши 56,92% голосів виборців. Його головний суперник Давлат Худоназаров набрав 30% голосів. Опозиція звинуватила владу у фальсифікації виборів. 21 грудня Рахмон Набієв в Алмати підписав протокол по створенню СНД. 15 травня 1992 року Рахмон Набієв підписав в Ташкенті договір про колективну безпеку (ДКБ). 2 березня 1992 року бере участь у піднятті прапора Таджикистану навпроти штаб-квартири ООН. Таджикистан стає повноправним членом ООН.
В ході громадянської війни в Таджикистані 7 вересня 1992 року подав у відставку під тиском натовпу.
Помер 11 березня 1993 року у своєму будинку в Худжанді.